# Rupert Gansler
Rupert Gansler OSB (* 13. Mai 1660 in Innsbruck; † 3. Juni 1703 in Bozen) war ein deutscher Benediktiner, Prediger und Schriftsteller.

## Leben
Gansler trat 1679 in Augsburg in das Benediktinerkloster St. Ulrich und Afra ein. Er studierte anschließend in Augsburg und Dillingen. Von 1696 bis 1697 war er in seinem Kloster Lehrer für Philosophie. 1699 übernahm er als Verwalter die Weingüter des Klosters in Bozen, wo er am 3. Juni 1703 auch starb.

## Werk
Bekannt wurde Gansler zunächst als Prediger in Augsburg, später machte er sich auch als Autor einen Namen. Ganslers Schriften wurden zu seiner Zeit viel gelesen. Seine bekannteste Traktatsammlung trägt den Titel Lugenschmid, das ist: Unter dem Schein der Wahrheit verborgener, anjetzo aber entdeckter Welt-Betrug. Sie erschien zwischen 1697 und 1700 in drei Teilen.
Das Werk ist im Geist von Abraham a Sancta Clara verfasst und zeichnet sich wie die Schriften des berühmten Vorbilds durch einen lockeren Ton und Humor aus. Der Lugenschmid ist darüber hinaus eine Fundgrube für zahlreiche und zum Teil vergessene Sprichwörter und Redensarten.

## Weblink
Lugenschmid, das ist: Unter dem Schein der Wahrheit verborgener, anjetzo aber entdeckter Welt-Betrug, bereitgestellt von der Bayerischen Staatsbibliothek im MDZ-Reader.